# Cladobotryum virescens
Cladobotryum virescens är en svampart som beskrevs av G.R.W. Arnold 1987. Cladobotryum virescens ingår i släktet Cladobotryum och familjen Hypocreaceae.   Inga underarter finns listade i Catalogue of Life.